# Орлов, Евгений Александрович (Герой Российской Федерации)
Евгений Александрович Орлов (8 марта 1991, Липовка, Волгоградская область, СССР — 15 сентября 2022, Украина) — российский военнослужащий, капитан, заместитель командира-начальник штаба парашютно-десантного батальона 56-го гвардейского десантно-штурмового полка 7-й гвардейской десантно-штурмовой дивизии Воздушно-десантных войск. Герой Российской Федерации (посмертно, 2024).

## Биография
Родился 8 марта 1991 года в селе Липовка Волгоградской области. С детского возраста занимался спортом, начал учиться в Липовской сельской средней школе, которую окончил после 11 классов обучения, после чего поступил в Рязанское гвардейское высшее воздушно-десантное командное училище.
Служил в Воздушно-десантных войсках. Проходил путь от командира взвода до заместителя командира-начальника штаба парашютно-десантного батальона 56-го гвардейского десантно-штурмового полка 7-й гвардейской десантно-штурмовой дивизии. Офицер дважды принимал участие в качестве командира на Северном Кавказе, также являлся командиром разведгруппы в операции на территории Чечни и Ингушетии.
С 2022 года принял участие во вторжении России на Украину. Рота Орлова первой заходила и оккупировала Херсонскую область, участвовала в боях под Николаевским аэропортом, а также держала направление в районе села Правдино. Капитан неоднократно был ранен на поле боя.
Погиб 15 сентября 2022 года на Украине. Похоронен 21 сентября 2024 года в родном селе Липовка Волгоградской области России.

## Личная жизнь
- Был женат на супруге Анне, есть двое сыновей: Егор и Илья[3].

## Звания и награды
- Герой Российской Федерации (Указом Президента Российской Федерации от 2024 года за мужество и героизм, проявленные при исполнении воинского долга, гвардии капитану Евгению Александровичу Орлову присвоено звание Героя Российской Федерации, посмертно).
- Орден Мужества.
- Медаль «За отвагу».
- Медаль Суворова.
- Медаль «За боевые отличия».
- Другие награды.